# کندوهای شکسته
کندوهای شکسته کتابی داستانی از نیما یوشیج است.

## محتوا
کتاب شامل پنج قصه است:
- مرقد آقا
- داستان
- در طول راه
- بدنعل
- غول و زنش و ارابه‌اش

## نقد
علی‌اصغر راشدان نقدی بر این کتاب نوشته‌است.